# 羅曼基 (希沙基區)
50°0′59″N 34°10′27″E / 50.01639°N 34.17417°E
羅曼基（烏克蘭語：Романки），是烏克蘭中部的村莊，隸屬波爾塔瓦州的米爾霍羅德區。該村分別距離沃斯科比尼基1公里和諾西1.5公里，海拔高度152米，2001年人口110。